# Contradictio in adjecto
Contradictio in adjecto je latinský pojem pro rozpor sám o sobě nebo kontradikci (protimluv). Je charakteristický protikladem mezi přídavným jménem a podstatným jménem, např. černý sníh, hlasité ticho nebo kulatý čtverec. 
Pokud je použit záměrně, hlavně v rétorice a poezii, jde o oxymóron.